# Acontiophoridae
Acontiophoridae Carlgren, 1938  è una famiglia di celenterati antozoi nella superfamiglia Metridioidea dell'ordine Actiniaria.

## Descrizione
Famiglia di attinie a base arrotondata dotata di muscoli basiliari con colonna di aspetto variabile. La famiglia si distingue per la mancanza di uno sfintere marginale piuttosto che per qualsiasi attributo presente in modo univoco. Mesenteri divisibili in macro e microcnemi, almeno in individui giovani. Nematocisti basitriche e p-mastigofore microbasiche.

## Tassonomia
Secondo il World Register of Marine Species (WORMS), la famiglia è composta da tre generi:
- Acontiophorum
- Mimetridium Hand, 1961
- Ramirezia